# Opperbevelhebber Zuidoost
De Opperbevelhebber Zuidoost (Duits: Oberbefehlshaber OB Südost; afgekort: OB Südost) was het algehele opperbevel van alle Duitse strijdkrachten in Griekenland en op de Balkan tussen 1943 en 1945 gedurende de Tweede Wereldoorlog. De Opperbevelhebber Zuidoost was aan het Oberkommando der Wehrmacht ondergeschikt gesteld. Het hoofdkwartier (HQ) bevond zich in Thessaloniki.

## Geschiedenis
Op 28 december 1942 werd door de Führerweisung nr. 47 het Opperbevel Zuidoost geformeerd. Het Opperbevel Zuidoost werd op 1 januari 1943 effectief. Vanaf 1 januari 1943 werd een nieuwe post van Oberbefehlshaber Südost overgedragen aan Alexander Löhr, de voormalige commandant van het 12. Armee  (12e Leger), die het gebied op dat moment bezette. De strijdkrachten onder zijn bevel werden tot Heeresgruppe E  (Legergroep E) omgevormd.
Het algehele commando over de Duitse strijdkrachten in Griekenland, Balkan en Italië, werd door de Generalfeldmarschall Albert Kesselring geleid. Hij gaf als OB Süd (Opperbevelhebber Zuid) tot 16 november 1943 hier leiding aan.
Met de Führerweisung nr. 48 van 26 juli 1943, werd de opperbevelhebber van de Heeresgruppe F  tot OB Südost  benoemd. Het hoofdkwartier van de Heeresgruppe E  was aan de OB Südost  ondergeschikt gesteld (taktisch unterstellt).
Op 25 maart 1945 werd de Heeresgruppe F ontbonden. De Generaloberst Löhr opperbevelhebber van de Heeresgruppe E werd tot OB Südost benoemd.

## Commando[3]
| Nr. | Afbeelding | Naam                                                   | Aangetreden      | Einde termijn    | Duur termijn      | Opmerking |
| --- | ---------- | ------------------------------------------------------ | ---------------- | ---------------- | ----------------- | --------- |
| 1   |            | Generaloberst Alexander Löhr (1885-1947)               | 1 januari 1943   | 26 augustus 1943 | 237 dagen         |           |
| 2   |            | Generalfeldmarschall Maximilian von Weichs (1881-1954) | 26 augustus 1943 | 25 maart 1945    | 1 jaar, 211 dagen |           |
| 3   |            | Generaloberst Alexander Löhr (1885-1947)               | 25 maart 1945    | 8 mei 1945       | 44 dagen          |           |

## Stafchef van de Opperbevelhebber Zuidoost[1][4]
| Nr. | Afbeelding | Stafchef van de Opperbevelhebber Zuidoost           | Aangetreden    | Einde termijn    | Duur termijn        |
| --- | ---------- | --------------------------------------------------- | -------------- | ---------------- | ------------------- |
| 1   |            | General der Infanterie Hermann Foertsch (1895-1961) | 1 januari 1943 | 23 augustus 1943 | 7 maand en 22 dagen |